# Mohamed Iguerbouchène
Pour les articles homonymes, voir Mohand.
Mohamed Iguerbouchène (en kabyle : Muḥend Igerbucen, en arabe : محمد اقربوشن, surnommé en français: Georges Iguerbouchène) est un compositeur algérien né le 13 novembre 1907 à Aït Ouchène (commune d’Aghribs chez les Aït Djennad dans la wilaya de Tizi-Ouzou, Kabylie)

## Jeunesse
Mohamed Iguerbouchène était l'aîné des onze enfants nés de Saïd Ben Ali et de Sik Fatma Bent Areski. Il a fréquenté une école primaire anglaise à Alger. C'est là qu'il étudie pour la première fois le solfège. C'est aussi là dans un cours de musique qu'il a été vu par Bernard Fraser Ross (né Bernard Fraser), un riche célibataire homosexuel écossais, qui passait ses hivers à Alger et avait purgé huit ans de prison comme proxénète pour Cyril Flower, 1er Baron Battersea et d'autres aristocrates. Ross a convaincu les parents d'Iguerbouchène de lui permettre d'emmener le garçon en Angleterre pour son éducation musicale.
En raison de la réputation de Fraser Ross, Iguerbouchène a probablement reçu une éducation privée. Plus tard, il a menti sur ses premières années : prétend avoir étudié dans un Norton College, la Royal Academy of Music, le Royal College of Music, ou même l'un des prédécesseurs du Royal Northern College of Music (ces écoles ne détiennent aucune trace de lui), et sous Robert Fischhof et Alfred Grünfeld. . Cependant, il était certainement un musicien prodige. Les premières œuvres comprenaient Kabylia Rapsodie n. 9 et Arabe rapsodie n. sept.

## Héritage et mariage
A la mort de Fraser Ross en 1929, Iguerbouchène hérite de tous ses biens en Algérie. Fraser Ross lui légua également 1 500 livres supplémentaires à condition qu’il n’épouse pas une fille d’origine européenne. Cependant, Iguerbouchène a épousé une citoyenne française d'Algérie, Louise Gomez. Le mariage a échoué, bien qu'ils n'aient pas divorcé.

## Début de carrière
En 1934, Iguerbouchène est présenté à la Société des auteurs, compositeurs et éditeurs de musique (SACEM) en tant qu'auteur-compositeur, et cette même année il est également présenté comme membre de la Société des auteurs et compositeurs dramatiques  (SACD). À Paris, à l'Institut national des langues et civilisations orientales, il étudie le Tamahaq, le Tachawit et le Tashelhit.
Au début des années 1930, Iguerbouchène compose la musique de plusieurs documentaires algériens et d'un court métrage (Dzaïr). Cela a conduit Julien Duvivier à lui demander de collaborer avec Vincent Scotto sur la bande originale du long métrage de 1937 Pépé le Moko avec Jean Gabin. Il a été crédité comme "Mohamed Ygerbuchen". Le film fut refait en 1938 à Hollywood sous le nom de Alger, et utilisa à nouveau sa musique : cette fois il fut crédité sous le nom de 'Mohammed Igarbouchen'.
Dans les années 1930, Mohamed Iguerbouchène devient également copropriétaire d'un bar-restaurant et cabaret, « El Djazaïr » (en arabe algérien : الدزَاير), rue de la Huchette dans le Quartier Latin de Paris. En 1938, il rencontre à Paris le chanteur Salim Halali (originaire d'Annaba), avec qui il compose une cinquantaine de chansons, principalement dans un style flamenco arabe. La collaboration a été couronnée de succès dans les clubs parisiens, et ils ont également tourné dans le reste de l'Europe. Ils étaient particulièrement populaires en Afrique du Nord. En 1937, il écrira notamment la partition du film Terre idéale en Tunisie.
La BBC diffusa en 1939 l'une de ses œuvres orchestrales, une Moorish Rhapsody, dirigée par Charles Brill.

## Seconde Guerre mondiale
Pendant la Seconde Guerre mondiale, Iguerbouchène collabora avec les nazis. Il assura la direction musicale des émissions nord-africaines de la station de radio Paris-Mondial, dont l'objectif était de diffuser la culture française et la propagande nazie dans le monde entier, en vingt langues,.  À la fin de la guerre, il n’a pas été poursuivi pour trahison par le gouvernement français grâce à la protection d’un haut fonctionnaire. Il aura une relation avec une germano-belge, Iwane 'Yvonne' Vom Dorp, avec qui il a eu cinq enfants illégitimes, qui finira par le quitter.

## Les dernières années
Au début de 1945, Iguerbouchène compose une centaine de chansons basées sur des poèmes de Rabindranath Tagore. En 1946, il compose la musique de Les plongeurs du désert de Tahar Hannache. Iguerbouchène a également composé pour le court métrage français de 1962 Le songe de chevaux sauvages, réalisé par Albert Lamorisse sur les chevaux sauvages en France.
En 1957, Iguerbouchène retourne en Algérie, où il travaille pour la radio algérienne, compose et dirige l'orchestre de l'Opéra d'Alger. Cependant, à la suite de la guerre d'indépendance algérienne et de la politique officielle d'arabisation qui a suivi, en tant que personnalité liée à la France, il se retrouve alors ostracisé. Ignoré et aigri, il meurt du diabète à Alger dans l'anonymat en 1966. Ces dernières années ont vu des tentatives pour réhabiliter et faire revivre ses œuvres.